# Villers-Saint-Frambourg
Villers-Saint-Frambourg és un municipi francès, situat al departament de l'Oise i a la regió dels Alts de França. L'any 2007 tenia 606 habitants.

## Demografia

### Població
El 2007 la població de fet de Villers-Saint-Frambourg era de 606 persones. Hi havia 236 famílies de les quals 52 eren unipersonals (16 homes vivint sols i 36 dones vivint soles), 80 parelles sense fills, 92 parelles amb fills i 12 famílies monoparentals amb fills.
La població ha evolucionat segons el següent gràfic:
Habitants censats

### Habitatges
El 2007 hi havia 251 habitatges, 234 eren l'habitatge principal de la família, 13 eren segones residències i 4 estaven desocupats. 231 eren cases i 20 eren apartaments. Dels 234 habitatges principals, 200 estaven ocupats pels seus propietaris, 27 estaven llogats i ocupats pels llogaters i 7 estaven cedits a títol gratuït; 1 tenia una cambra, 14 en tenien dues, 21 en tenien tres, 33 en tenien quatre i 165 en tenien cinc o més. 201 habitatges disposaven pel capbaix d'una plaça de pàrquing. A 96 habitatges hi havia un automòbil i a 125 n'hi havia dos o més.

### Piràmide de població
La piràmide de població per edats i sexe el 2009 era:
| Homes | Edats   | Dones |
| ----- | ------- | ----- |
| 0     | 95 o +  | 0     |
| 0     | 90 a 94 | 4     |
| 0     | 85 a 89 | 0     |
| 0     | 80 a 84 | 4     |
| 8     | 75 a 79 | 12    |
| 8     | 70 a 74 | 12    |
| 8     | 65 a 69 | 8     |
| 8     | 60 a 64 | 24    |
| 24    | 55 a 59 | 20    |
| 28    | 50 a 54 | 28    |
| 32    | 45 a 49 | 36    |
| 12    | 40 a 44 | 20    |
| 16    | 35 a 39 | 16    |
| 16    | 30 a 34 | 16    |
| 40    | 25 a 29 | 12    |
| 16    | 20 a 24 | 4     |
| 24    | 15 a 19 | 28    |
| 8     | 10 a 14 | 8     |
| 20    | 5 a 9   | 4     |
| 24    | 0 a 4   | 20    |

## Economia
El 2007 la població en edat de treballar era de 411 persones, 293 eren actives i 118 eren inactives. De les 293 persones actives 275 estaven ocupades (149 homes i 126 dones) i 18 estaven aturades (9 homes i 9 dones). De les 118 persones inactives 32 estaven jubilades, 43 estaven estudiant i 43 estaven classificades com a «altres inactius».

### Ingressos
El 2009 a Villers-Saint-Frambourg hi havia 220 unitats fiscals que integraven 591,5 persones, la mediana anual d'ingressos fiscals per persona era de 32.575 €.

### Activitats econòmiques
Dels 23 establiments que hi havia el 2007, 1 era d'una empresa extractiva, 3 d'empreses de construcció, 2 d'empreses de comerç i reparació d'automòbils, 2 d'empreses de transport, 4 d'empreses financeres, 4 d'empreses immobiliàries, 5 d'empreses de serveis i 2 d'entitats de l'administració pública.
Dels 5 establiments de servei als particulars que hi havia el 2009, 2 eren paletes, 1 guixaire pintor, 1 lampisteria i 1 veterinari.

## Equipaments sanitaris i escolars
El 2009 hi havia una escola elemental integrada dins d'un grup escolar amb les comunes properes formant una escola dispersa.

## Poblacions més properes
El següent diagrama mostra les poblacions més properes.